# Charles Howard McIlwain
Charles Howard McIlwain, né le 15 mars 1871 à  à Saltsburg (Pennsylvanie) et mort le 1er juin 1968, est un historien et politologue américain. 
Il remporte le prix Pulitzer d'histoire en 1924 pour son ouvrage The American Revolution: A Constitutional Interpretation. Professeur dans plusieurs grandes universités, comme Harvard, Princeton, il enseigne l'histoire constitutionnelle. Il est président de la Société américaine d'histoire entre 1935 et 1936.

## Biographie
McIlwain naît le 15 mars 1871, à Saltsburg, en Pennsylvanie. Il obtient en 1894 son bachelor's degree à l'université de Princeton. Il déménage ensuite à Pittsburgh, en Pennsylvanie, où il est greffier au sein d'un cabinet d'avocats, en même temps qu'il poursuit ses études de droit. En 1897 il est admis au barreau de Pennsylvanie dans le comté d'Allegheny.
Il abandonne sa carrière dans le droit, assez rapidement, restant toutefois intéressé par ce domaine. En 1898, il obtient un master à l'université de Princeton, et commence à enseigner le latin et l'histoire à The Kiski School, à Saltsburg. Il quitte ce poste en 1901 et fait un master à Harvard. Après l'obtention du diplôme en 1903, il enseigne l'histoire à université Miami à Oxford en Ohio..

## Carrière universitaire
En 1905, Woodrow Wilson, alors président de l'université de Princeton, y institue un système de précepteur, reprenant les bases du système de tutorat de Oxbridge. Après une entrevue avec Charles Howard McIlwain, Wilson le nomme dans le groupe des 45 précepteurs alors choisis. McIlwain travaille à Princeton jusqu'en 1910, date à laquelle il devient professeur d'histoire et de sciences politiques, au Bowdoin College. Il publie son premier livre, The High Court of Parliament and Its Supremacy, qui a retient l'attention des historiens, et lui permet d'être nommé en 1911 maître de conférence (assistant professor) en histoire à Harvard. Il obtient le poste de professeur en 1916.
McIlwain passe le reste de sa carrière à Harvard, où il enseigne l'histoire constitutionnelle de l'Angleterre et l'histoire de la théorie politique. En 1918, il édite une collection de traités politiques et de discours de Jacques VI et Ier. En 1923, il publie The American Revolution: A Constitutional Interpretation, dans lequel il soutient la thèse selon laquelle la Révolution américaine s'est produite en raison d'un désaccord sur l'interprétation de la Constitution du Royaume-Uni. En 1924, il reçoit, pour cet ouvrage, le prix Pulitzer d'histoire. En 1926, il est nommé professeur de sciences politiques à l'université Harvard. En 1932, il publie un autre livre, The Growth of Political Thought in the West. En 1934, il est nommé membre de la Medieval Academy of America. Il est en outre président de la Société américaine d'histoire entre 1935 et 1936. Il est également membre de la Société américaine de philosophie, et membre honorifique (corresponding fellow) de la British Academy.
En 1940, McIlwain publie Constitutionalism: Ancient and Modern, dans lequel il s'intéresse au pouvoir du gouvernement et d'un système judiciaire indépendant, et aux jeux de forces qui sous-tendent le constitutionnalisme. Il s'est également questionné sur les potentielles racines romaines et anglaise du constitutionnalisme américain. Il publie une version révisée de ce livre en 1947. Il enseigne en 1944 à Oxford en tant que George Eastman Visiting Professor, et est alors la première personne à occuper ce poste depuis le début de la Seconde Guerre mondiale,. Dans cette même université, il est membre de Balliol College. Il a prend sa retraite en 1946.
McIlwain reçoit des doctorats honorifiques de l'université de Chicago en 1941 et de l'université Yale en 1951. Il a échangé avec le comité du World Federalist Movement, chargé d'établir une constitution mondiale, au milieu des années 1940. Il meurt le 1er juin 1968. En 1986, une bourse préceptorale à Princeton est en son hommage.

## Publications
- 1910 : The High Court of Parliament and Its Supremacy
- 1918 : The Political Works of James I
- 1924 : The American Revolution: A Constitutional Interpretation.
- 1932 : The Growth of Political Thought in the West: From the Greeks to the End of the Middle Ages.
- 1936 : The Historian's Part in a Changing World (discours du président à la American Historical Association)
- 1940 : Constitutionalism Ancient and Modern.
- 1947 :  The Historian